# Souhir Madani
Souhir Madani (ar. سهير مداني; ur. 29 marca 1985) – algierska judoczka.
Uczestniczka mistrzostw świata w 2007. Brązowa medalistka igrzysk afrykańskich w 2007, a także mistrzostw Afryki w 2008 roku.